# Principio de superposición
El principio de superposición o teorema de superposición es una herramienta matemática que permite descomponer un problema lineal o de otro tipo en dos o más subproblemas más sencillos, de tal manera que el problema original se obtiene como "superposición" o "suma" de estos subproblemas más sencillos.
Técnicamente, el principio de superposición afirma que cuando las ecuaciones de comportamiento que rigen un problema físico son lineales, entonces el resultado de una medida o la solución de un problema práctico relacionado con una magnitud extensiva asociada al fenómeno, cuando están presentes los conjuntos de factores causantes A y B, puede obtenerse como la suma de los efectos de A más los efectos de B.

## Propiedades a cumplir
En matemáticas una función lineal es aquella que satisface las siguientes propiedades:
- Aditividad: {\displaystyle f(x+y)=f(x)+f(y)\ }

- Homogeneidad/Proporcionalidad: {\displaystyle f(\alpha \,x)=\alpha \,f(x)\ }

Si  
Cualquier sistema físico, modelo científico o problema matemático caracterizado por funciones lineales que satisfacen las condiciones anteriores es susceptible de ser tratado parcialmente mediante el principio de superposición.

## Ejemplos

### Teorema de superposición en electrónica
En el teorema de superposición en teoría de circuitos se establece que la tensión entre dos nodos de un circuito o la corriente que atraviesa una rama es igual a la suma de las tensiones o de las corrientes producidas por cada uno de los generadores de tensión y de los generadores de corriente del circuito. En cada uno de los cálculos parciales, se conserva uno solo de los generadores y se remplazan los otros generadores de tensión por cortocircuitos y los otros generadores de corriente por circuitos abiertos.

### Campos de fuerzas en mecánica newtoniana
En mecánica newtoniana el laplaciano del campo gravitatorio es proporcional a la densidad de masa; eso hace que la igualdad de distribución y a distancias idénticas el campo sea proporcional a la densidad de masa (sin embargo, en teoría de la relatividad general, el campo gravitatorio viene descrito en términos de ecuaciones diferenciales no lineales).
Otro ejemplo lo constituyen los campos electrostático y magnetostático, que tanto en mecánica clásica como en teoría de la relatividad resultan lineales; es decir, el potencial eléctrico y el potencial vector, fijada una distribución de cargas, es proporcional al valor de estas.

### Problemas en mecánica de sólidos
Las ecuaciones de equilibrio de un sólido resistente que relacionan las fuerzas exteriores sobre un sólido con las tensiones internas son lineales; eso significa que para cualquier sólido que no plastifique, si se duplica el valor de las fuerzas se duplicará el valor de las tensiones.
Eso sucede con independencia de la ecuación constitutiva del material, sea este o no elástico, siempre y cuando el estado final no dependa del modo de aplicación de las cargas. En problemas de plasticidad esta condición no se cumple en general, ya que el estado final depende de la "trayectoria" que siga el estado tensional; es decir, del modo, orden y velocidad con la que se aplican las cargas.

### Problemas en teoría de la elasticidad lineal
Para un amplio rango de tensiones y deformaciones, en los materiales elásticos la tensión es proporcional a la deformación (es decir, que las componentes de los tensores de deformación y tensión están relacionadas linealmente). 
Si, además, las fuerzas sobre los cuerpos son moderadas y las deformaciones resultan pequeñas (del orden del 10−2 o 10−3), que es el rango de "deformaciones infinitesimales", entonces los desplazamientos de los puntos del sólido resultan, salvo por un movimiento de sólido rígido, casi-proporcionales a las deformaciones. Este último hecho se usa comúnmente en la resolución de problemas prácticos en ingeniería, donde se usa muy extensivamente el principio de superposición en términos de fuerzas y desplazamientos.